# Мохамед Санко
Мохамед Санко (нід. Mohamed Sankoh, нар. 16 жовтня 2003, Рейсвейк, Нідерланди) — нідерландський футболіст, нападник німецького клубу «Штутгарт», що на правах оренди виступає за нідерландський «Гераклес».

## Клубна кар'єра
Мохамед Санко народився у містечку Рейсвейк і є вихованцем роттердамського клубу «Спарта». В системі клубу Санко проходив навчання з 2013 по 2018 роки. Після цього ще два роки Мохамед грав у молодіжній команді англійського «Сток Сіті». У 2020 році він приєднався до футбольної академії німецького клубу «Штутгарт». У квітні 2021 року футболіст дебютував у першій команді у турнірі Бундесліги.

## Збірна
З 2018 року Мохамед Санко викликається на матчі юнацьких збірних Нідерландів. У 2019 році у складі юнацької збірної Нідерландів (U-17) Санко тріумфував на юнацькому чемпіонаті Європи, що проходив в Ірландії.

## Досягнення
- Володар Кубка Німеччини (1):

«Штутгарт»: 2024-25
Нідерланди (U-17)
 Чемпіон Європи: 2019